# Jon Allie
Jon Allie, ameriški poklicni rolkar, * 27. oktober 1981, Sturgeon Bay, Wisconsin, ZDA.
Allie je na svetovno rolkarsko sceno prišel s filmom Dying to live, pred tem pa je bil relativno neznan. Njegov del tem videu je vseboval veliko trikov, ki jih je posnel za video, ki ga je pošiljal potencialnim sponzorjem. Njegov položaj na rolki je regular, trenutno pa prebiva v Vista, Kalifornija. 
| - $lave (2007 - ) - Zero (2001 - 2007) - Circa (??? - ) - Active (??? - ) - Spitfire (??? - ) | - New blood (Zero, 2005) |